# 大普拉斯滕
大普拉斯滕（德語：Groß Plasten）是德国梅克伦堡-前波美拉尼亚州的市镇，隶属于梅克伦堡湖区县。总面积为17.48平方千米，截至2023年12月31日总人口为1,050人。